# Fischernetzspinnen
Die Fischernetzspinnen (Segestriidae; zu gr. σέγεστρον ségestron 'Ecke') sind eine Familie der Echten Webspinnen aus der Überfamilie der Dysderoidea. Die Familie umfasst aktuell 131 Arten in vier Gattungen. (Stand: März 2020)

## Beschreibung
Diese sechsäugigen, 6 bis 22 mm kleinen Spinnen haben eine charakteristische Beinstellung: Die ersten drei Beinpaare werden zusammen nach vorne, das vierte Beinpaar nach hinten gestellt. Sie sind auch anhand der Färbung ihrer dichten Behaarung zu unterscheiden.
Die Tiere bewohnen zu beiden Seiten offene Gespinströhren.

## Verbreitung

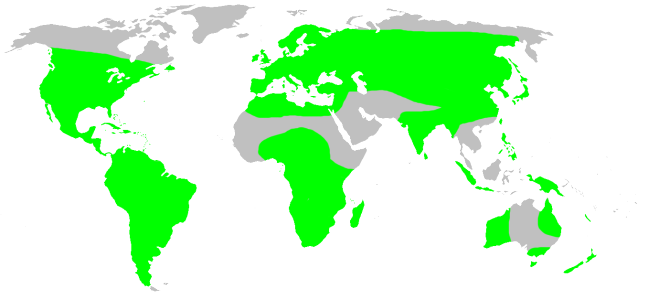
Verbreitungskarte der Fischernetzspinnen

Die Arten der Familie der Fischernetzspinnen sind weltweit verbreitet.

### Arten in Mitteleuropa
In Mitteleuropa sind aus der Familie der Fischernetzspinnen nur drei Vertreter der Gattung Segestria (Echte Fischernetzspinnen) heimisch:
- Bayerische Fischernetzspinne (Segestria bavarica) C. L. Koch, 1843
- Mächtige Fischernetzspinne (Segestria florentina) (Rossi, 1790)
- Gewöhnliche Fischernetzspinne (Segestria senoculata) (Linnaeus, 1758)

### Unterscheidung der mitteleuropäischen Arten
Die Bayerische Fischernetzspinne (Segestria bavarica) ist sehr selten und die hellste Art der drei. Sie ist nur 7 mm (Männchen) bis 14 mm (Weibchen) groß. Bislang wurde sie vor allem in felsigen Bereichen gefunden.
Die schwarze, 15 bis 22 mm große Mächtige Fischernetzspinne (Segestria florentina) ist in Deutschland nur aus Rheinland-Pfalz bekannt. Sie kommt aus dem westlichen Mittelmeerraum und erreicht im Norden die Niederlande. Ihr Opisthosoma hat zuweilen eine graue Behaarung, ihr Sternum ist rotbraun bis schwarz. Segestria florentina lebt unter Steinen, in Felsspalten und an Mauern.
Die Gewöhnliche Fischernetzspinne (Segestria senoculata) ist eine häufige Art, die an Rinde oft zu finden ist. Sie bewohnt Wälder, Waldränder und Hecken. Sie ist auch häufig in Felsspalten und löchrigen Mauern zu finden. Das Prosoma ist glänzend dunkelbraun, und sie hat seitlich an den Rändern des Opisthosomas ein umlaufendes, breites und gebuchtetes graugelbes bis hellbraunes Band.

## Systematik
Der World Spider Catalog listet für die Fischernetzspinnen aktuell 4 Gattungen und 132 Arten und Unterarten. Die Gattung Ariadna mit 107 Arten wurde von Jörg Wunderlich 2004 als eigene Unterfamilie der Fischernetzspinnen etabliert, der Vorschlag von Wunderlich, diese Unterfamilie 2020 zur Familie zu erheben, wurde aber noch nicht allgemein anerkannt (Stand: März 2020). 

### Gattungen
Die vier Gattungen sind:
- Ariadna Audouin, 1826 mit 107 Arten
- Citharoceps Chamberlin, 1924 mit 2 Arten
- Gippsicola Hogg, 1900 mit 4 Arten
- Segestria Latreille, 1804 mit 19 Arten und Unterarten (neben der Nominatform wird auch noch die Unterart Segestria senoculata castrodunensis dazu gezählt).

### Arten
- Ariadna Audouin, 1826
  - Ariadna abrilae Grismado, 2008
  - Ariadna algarvensis Wunderlich, 2011
  - Ariadna araucana Grismado, 2008
  - Ariadna arthuri Petrunkevitch, 1926
  - Ariadna aurea Giroti & Brescovit, 2018
  - Ariadna barbigera Simon, 1905
  - Ariadna bellatoria Dalmas, 1917
  - Ariadna bicolor (Hentz, 1842)
  - Ariadna bilineata Purcell, 1904
  - Ariadna boesenbergi Keyserling, 1877
  - Ariadna boliviana Simon, 1907
  - Ariadna brevispina Caporiacco, 1947
  - Ariadna brignolii Wunderlich, 2011
  - Ariadna burchelli (Hogg, 1900)
  - Ariadna caerulea Keyserling, 1877
  - Ariadna calilegua Grismado, 2008
  - Ariadna canariensis Wunderlich, 1995
  - Ariadna caparao Giroti & Brescovit, 2018
  - Ariadna capensis Purcell, 1904
  - Ariadna cephalotes Simon, 1907
  - Ariadna changellkuk Grismado, 2008
  - Ariadna chhotae Siliwal & Yadav, 2017
  - Ariadna clavata Marsh, Baehr, Glatz & Framenau, 2018
  - Ariadna comata O. Pickard-Cambridge, 1898
  - Ariadna corticola Lawrence, 1952
  - Ariadna crassipalpa (Blackwall, 1863)
  - Ariadna cyprusensis Wunderlich, 2011
  - Ariadna daweiensis Yin, Xu & Bao, 2002
  - Ariadna decatetracantha Main, 1954
  - Ariadna dentigera Purcell, 1904
  - Ariadna dissimilis Berland, 1924
  - Ariadna dysderina L. Koch, 1873
  - Ariadna elaphra Wang, 1993
  - Ariadna europaensis Wunderlich, 2011
  - Ariadna exuviaque Wunderlich, 2011
  - Ariadna gallica Wunderlich, 2012
  - Ariadna gaucha Giroti & Brescovit, 2018
  - Ariadna gryllotalpa (Purcell, 1904)
  - Ariadna hottentotta Purcell, 1908
  - Ariadna inops Wunderlich, 2011
  - Ariadna insidiatrix Audouin, 1826
  - Ariadna insularis Purcell, 1908
  - Ariadna insulicola Yaginuma, 1967
  - Ariadna ionica O. Pickard-Cambridge, 1873
  - Ariadna ipojuca Giroti & Brescovit, 2018
  - Ariadna isthmica Beatty, 1970
  - Ariadna javana Kulczyński, 1911
  - Ariadna jubata Purcell, 1904
  - Ariadna karrooica Purcell, 1904
  - Ariadna kibonotensis Tullgren, 1910
  - Ariadna kisanganensis Benoit, 1974
  - Ariadna kiwirrkurra Baehr & Whyte, 2016
  - Ariadna kolbei Purcell, 1904
  - Ariadna laeta Thorell, 1899
  - Ariadna lalen Giroti & Brescovit, 2018
  - Ariadna lateralis Karsch, 1881
  - Ariadna lebronneci Berland, 1933
  - Ariadna lemosi Giroti & Brescovit, 2018
  - Ariadna levii Grismado, 2008
  - Ariadna levyi Wunderlich, 2011
  - Ariadna lightfooti Purcell, 1904
  - Ariadna maderiana Warburton, 1892
  - Ariadna major Hickman, 1929
  - Ariadna maroccana Wunderlich, 2011
  - Ariadna masculina Lawrence, 1928
  - Ariadna maxima (Nicolet, 1849)
  - Ariadna mbalensis Lessert, 1933
  - Ariadna meruensis Tullgren, 1910
  - Ariadna mollis (Holmberg, 1876)
  - Ariadna molur Siliwal & Yadav, 2017
  - Ariadna montana Rainbow, 1920
  - Ariadna monticola Thorell, 1897
  - Ariadna multispinosa Bryant, 1948
  - Ariadna muscosa Hickman, 1929
  - Ariadna natalis Pocock, 1900
  - Ariadna nebulosa Simon, 1906
  - Ariadna neocaledonica Berland, 1924
  - Ariadna obscura (Blackwall, 1858)
  - Ariadna octospinata (Lamb, 1911)
  - Ariadna oreades Simon, 1906
  - Ariadna papuana Kulczyński, 1911
  - Ariadna pectinella Strand, 1913
  - Ariadna pelia Wang, 1993
  - Ariadna perkinsi Simon, 1900
  - Ariadna pilifera O. Pickard-Cambridge, 1898
  - Ariadna pulchripes Purcell, 1908
  - Ariadna rapinatrix Thorell, 1899
  - Ariadna reginae Giroti & Brescovit, 2018
  - Ariadna ruwenzorica Strand, 1913
  - Ariadna sansibarica Strand, 1907
  - Ariadna scabripes Purcell, 1904
  - Ariadna segestrioides Purcell, 1904
  - Ariadna segmentata Simon, 1893
  - Ariadna septemcincta (Urquhart, 1891)
  - Ariadna similis Purcell, 1908
  - Ariadna snellemanni (van Hasselt, 1882)
  - Ariadna tangara Marsh, Baehr, Glatz & Framenau, 2018
  - Ariadna taprobanica Simon, 1906
  - Ariadna tarsalis Banks, 1902
  - Ariadna thyrianthina Simon, 1908
  - Ariadna tovarensis Simon, 1893
  - Ariadna ubajara Giroti & Brescovit, 2018
  - Ariadna umtalica Purcell, 1904
  - Ariadna uncinata Tang, Li & Yang, 2019
  - Ariadna ustulata Simon, 1898
  - Ariadna vansda Siliwal, Yadav & Kumar, 2017
  - Ariadna weaveri Beatty, 1970
- Citharoceps Chamberlin, 1924
  - Citharoceps cruzana (Chamberlin & Ivie, 1935)
  - Citharoceps fidicina Chamberlin, 1924
- Gippsicola Hogg, 1900
  - Gippsicola lineata Giroti & Brescovit, 2017
  - Gippsicola minuta Giroti & Brescovit, 2017
  - Gippsicola raleighi Hogg, 1900
  - Gippsicola robusta Giroti & Brescovit, 2017
- Segestria Latreille, 1804
  - Segestria bavarica C. L. Koch, 1843
  - Segestria bella Chamberlin & Ivie, 1935
  - Segestria cavernicola Kulczyński, 1915
  - Segestria croatica Doleschall, 1852
  - Segestria danzantica Chamberlin, 1924
  - Segestria davidi Simon, 1884
  - Segestria florentina (Rossi, 1790)
  - Segestria fusca Simon, 1882
  - Segestria inda Simon, 1906
  - Segestria madagascarensis Keyserling, 1877
  - Segestria mirshamsii Marusik & Omelko, 2014
  - Segestria nipponica Kishida, 1913
  - Segestria pacifica Banks, 1891
  - Segestria pusiola Simon, 1882
  - Segestria saeva Walckenaer, 1837
  - Segestria sbordonii Brignoli, 1984
  - Segestria senoculata (Linnaeus, 1758)
  - Segestria turkestanica Dunin, 1986